# 波利奧韋 (涅德里蓋利夫區)
50°57′27″N 33°44′25″E / 50.95750°N 33.74028°E
波利奧韋（烏克蘭語：Польове）是位於烏克蘭東北部的村莊，由蘇梅州羅姆內區的內德里海利夫市鎮負責管轄。該村處於胡西河畔，距離馬爾沙利1公里，海拔高度174米，2001年人口18。